# Mani Lama
Mani Lama est un politicien népalais. Il a été élu au Pratinidhi Sabha lors des élections de 1994, il représente la circonscription de Taplejung, battant Kaji Man Samsohang. Il rejoint ensuite le parti de l'ancien premier ministre népalais Sher Bahadur Deuba, où il devient membre du comité central du parti. 
Après le coup d'État royaliste du 1er février 2005, Mani Lama est nommé « Ministre à la Santé et à la Population » par le roi Gyanendra Bir Bikram Shah Dev. Du fait qu'il a été nommé au cabinet royal, il est alors exclu de son parti. En tant que ministre, il accuse l'opposition de soutenir le terrorisme.